# ピッカ (小惑星)
ピッカ (803 Picka) は小惑星帯の小惑星である。オーストリアの天文学者ヨハン・パリサがウィーンで発見した。
チェコの内科医フレデリック・ピックにちなんで命名された。